# Weppersdorf (Adelsdorf)

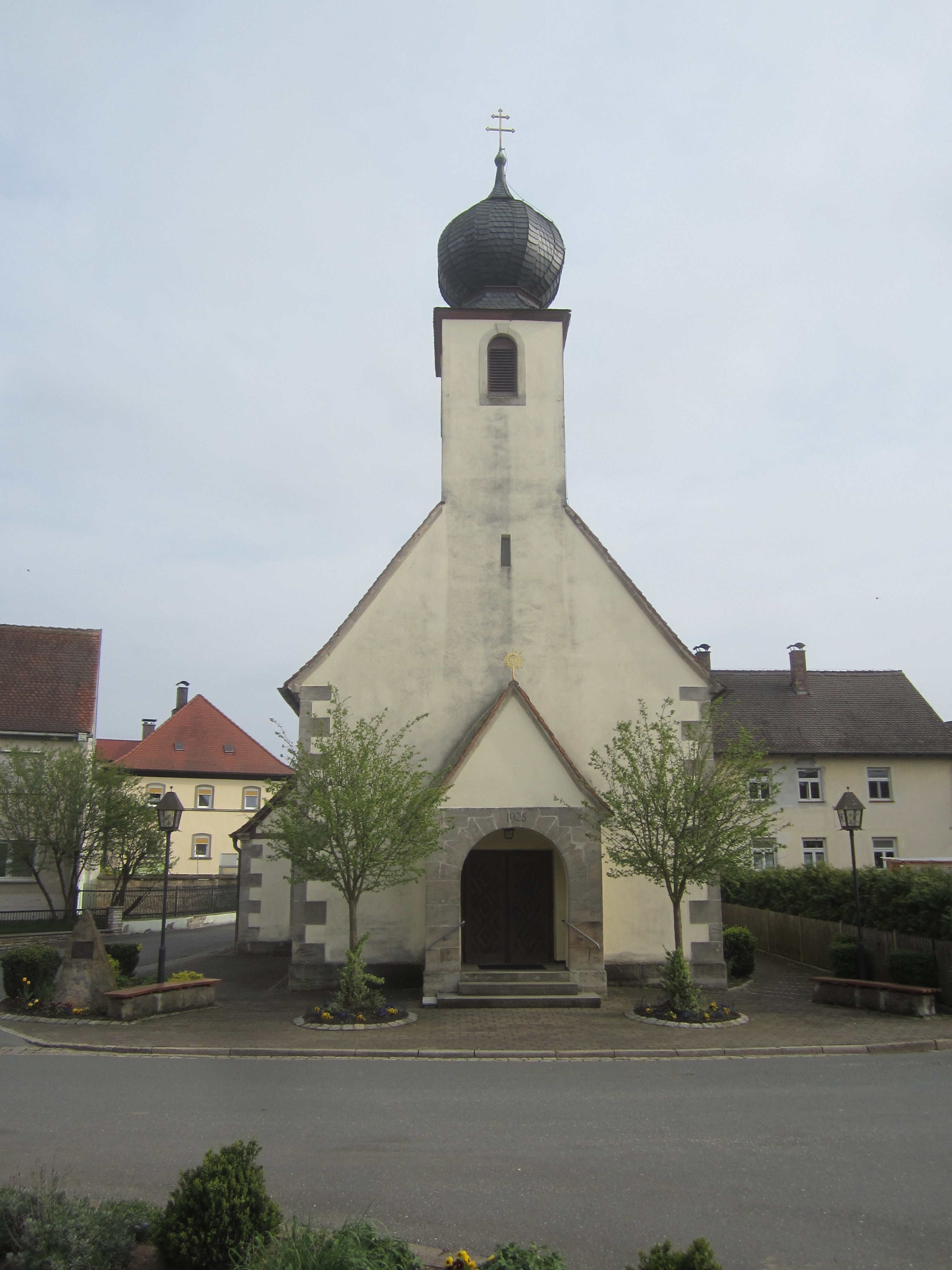
Kapelle in Weppersdorf

Weppersdorf ist ein Gemeindeteil von Adelsdorf im mittelfränkischen Landkreis Erlangen-Höchstadt in Bayern. Die Gemarkung Weppersdorf hat eine Fläche von 7,188 km². Sie ist in 825 Flurstücke aufgeteilt, die eine durchschnittliche Flurstücksfläche von 8712,97 m² haben. In ihr liegt neben dem namensgebenden Ort der Gemeindeteil Lauf.

## Geographie
Das Dorf liegt am rechten Ufer der Aisch. Südlich des Ortes gibt es zahlreiche Seenplatten. Im Südosten grenzt das Flurgebiet 'Hainbühl an. Die Staatsstraße 2264 verläuft nach Adelsdorf (1,9 km südwestlich) bzw. nach Willersdorf (3,7 km nordöstlich). Eine Gemeindeverbindungsstraße verläuft nach Lauf (0,8 km nördlich).

## Geschichte
Der Ort wurde in den Bamberger Kalendarien, die vor 1120 entstanden sind, erstmals schriftlich erwähnt. Lehnsherren waren die Herren von Schlüsselberg, Nachfolger war das Hochstift Bamberg. Im 13. Jahrhundert wurde der Ort als „Wigberhtsdorf“, „Wigbrehtsdorf“, „Wieprehtisdorf“ und „Wiprehtisdorf“ bezeichnet, im 14. Jahrhundert als „Wieprehtesdorf“ und im 15. und 16. Jahrhundert als „Weiprechtstorff“.
Gegen Ende des 18. Jahrhunderts gab es in Weppersdorf 28 Anwesen. Das Hochgericht übte das bambergische Centamt Forchheim aus. Die Dorf- und Gemeindeherrschaft hatte das bambergische Kastenamt Schlüsselau. Grundherren waren das Hochstift Bamberg (Kastenamt Schlüsselau: 1 Mühle, 4 Halbhöfe, 3 Güter, 9 Sölden, 1 Haus; das Domkapitel Bamberg: 1 Gut, 2 Sölden), das brandenburg-bayreuthische Kastenamt Baiersdorf (1 Haus), das nürnbergische Landesalmosenamt (1 Gülthof), die Schönborn’sche Herrschaft Pommersfelden (2 Häuser) und die Pfarrei Adelsdorf (1 Gut). Ein Haus und ein Hirtenhaus waren gemeindlich genutzte Gebäude.
1802 kam Weppersdorf zum Kurfürstentum Bayern. Im Rahmen des Gemeindeedikts wurde 1808 der Steuerdistrikt Weppersdorf gebildet, zu dem Haid und Lauf gehörten. Im selben Jahr entstand die Ruralgemeinde Weppersdorf, zu der Lauf gehörte. Mit dem Zweiten Gemeindeedikt (1818) wurde Haid dem Steuerdistrikt Willersdorf zugewiesen, während Wiesendorf zur Ruralgemeinde Weppersdorf kam. Die Gemeinde war in Verwaltung und Gerichtsbarkeit dem Landgericht Forchheim zugeordnet und in der Finanzverwaltung dem Rentamt Forchheim (1919 in Finanzamt Forchheim umbenannt, seit 1972: Finanzamt Erlangen). Ab 1862 gehörte Weppersdorf zum Bezirksamt Forchheim (1939 in Landkreis Forchheim umbenannt). Die Gerichtsbarkeit blieb beim Landgericht Forchheim (1879 in das Amtsgericht Forchheim umgewandelt), seit 1959 ist das Amtsgericht Erlangen zuständig. Die Gemeinde hatte 1964 eine Gebietsfläche von 9,176 km².
1969 wurde Wiesendorf nach Adelsdorf umgemeindet. Am 1. Juli 1972 wurde im Zuge der Gebietsreform in Bayern Weppersdorf mit Lauf in Adelsdorf eingegliedert.
Ein im Wald befindlicher Traditionsbiergarten, der Weppersdorfer Keller, ist ein nahe Forchheim zwischen Adelsdorf und Hallerndorf gelegenes Freiuftwirtshaus.

## Baudenkmäler
- Haus Nr. 1: Wohnhaus
- Haus Nr. 5: Bauernhof
- Haus Nr. 23: Bauernhof
- Kapelle St. Anna
- Kreuzigungsgruppe
- Drei Kreuzsteine
- Ziehbrunnen
- Aischbrücke

## Einwohnerentwicklung
Gemeinde Weppersdorf
| Jahr      | 1827   | 1840   | 1852   | 1855   | 1861   | 1867   | 1871   | 1875   | 1880   | 1885   | 1890   | 1895   | 1900   | 1905   | 1910   | 1919   | 1925   | 1933   | 1939   | 1946   | 1950   | 1952   | 1961  | 1970   |
| Einwohner | 353    | 345    | 379    | 374    | 359    | 360    | 376    | 372    | 367    | 373    | 368    | 338    | 315    | 337    | 353    | 348    | 351    | 348    | 321    | 532    | 520    | 446    | 305   | 227    |
| Häuser    |        | 71     |        |        |        |        | 66     |        |        | 70     | 66     |        | 59     |        |        |        | 59     |        |        |        | 61     |        | 46    |        |
| Quelle    | [ 13 ] | [ 14 ] | [ 14 ] | [ 14 ] | [ 15 ] | [ 16 ] | [ 17 ] | [ 18 ] | [ 19 ] | [ 20 ] | [ 21 ] | [ 14 ] | [ 22 ] | [ 14 ] | [ 23 ] | [ 14 ] | [ 24 ] | [ 14 ] | [ 14 ] | [ 14 ] | [ 25 ] | [ 14 ] | [ 9 ] | [ 26 ] |

Ort Weppersdorf
| Jahr      | 001827 | 001861 | 001871 | 001885 | 001900 | 001925 | 001950 | 001961 | 001970 | 001987 |
| Einwohner | 140    | 148    | 147    | 153    | 131    | 148    | 227    | 142    | 152    | 138    |
| Häuser    |        |        |        | 27     | 28     | 26     | 27     | 29     |        | 28     |
| Quelle    | [ 13 ] | [ 15 ] | [ 17 ] | [ 20 ] | [ 22 ] | [ 24 ] | [ 25 ] | [ 9 ]  | [ 26 ] | [ 1 ]  |

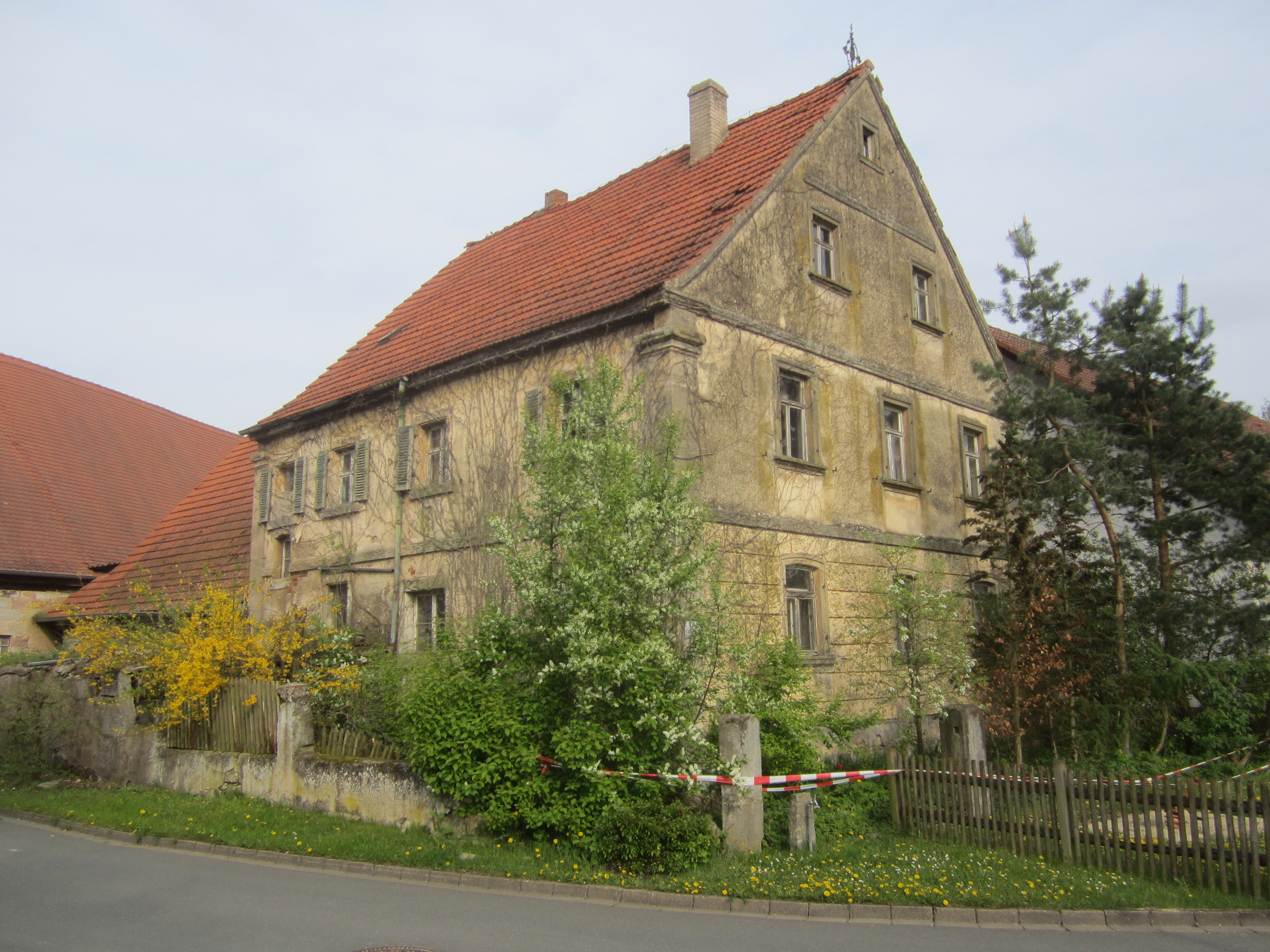
Zweigeschossiges Wohnhaus
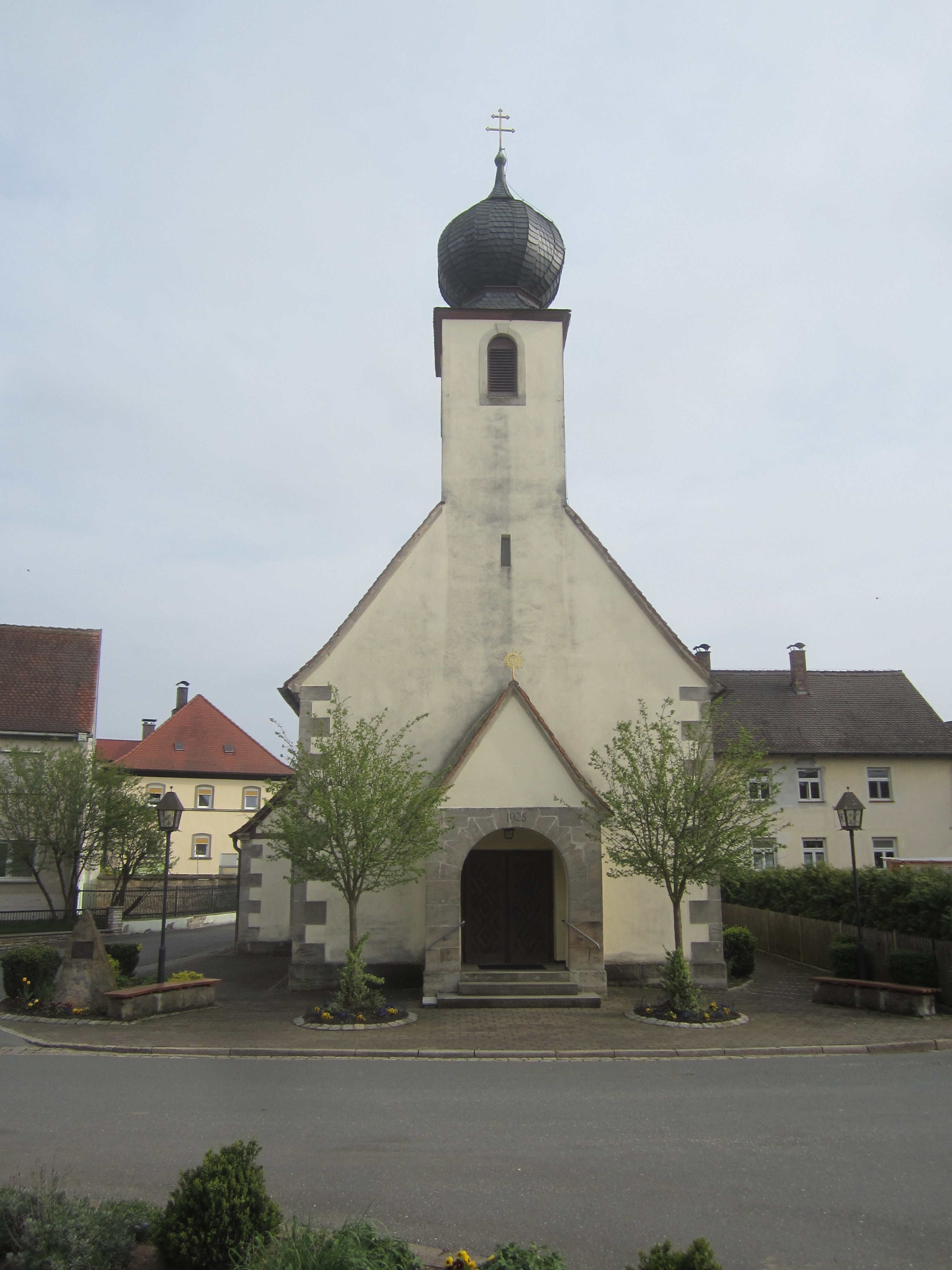
Katholische Kapelle St. Anna
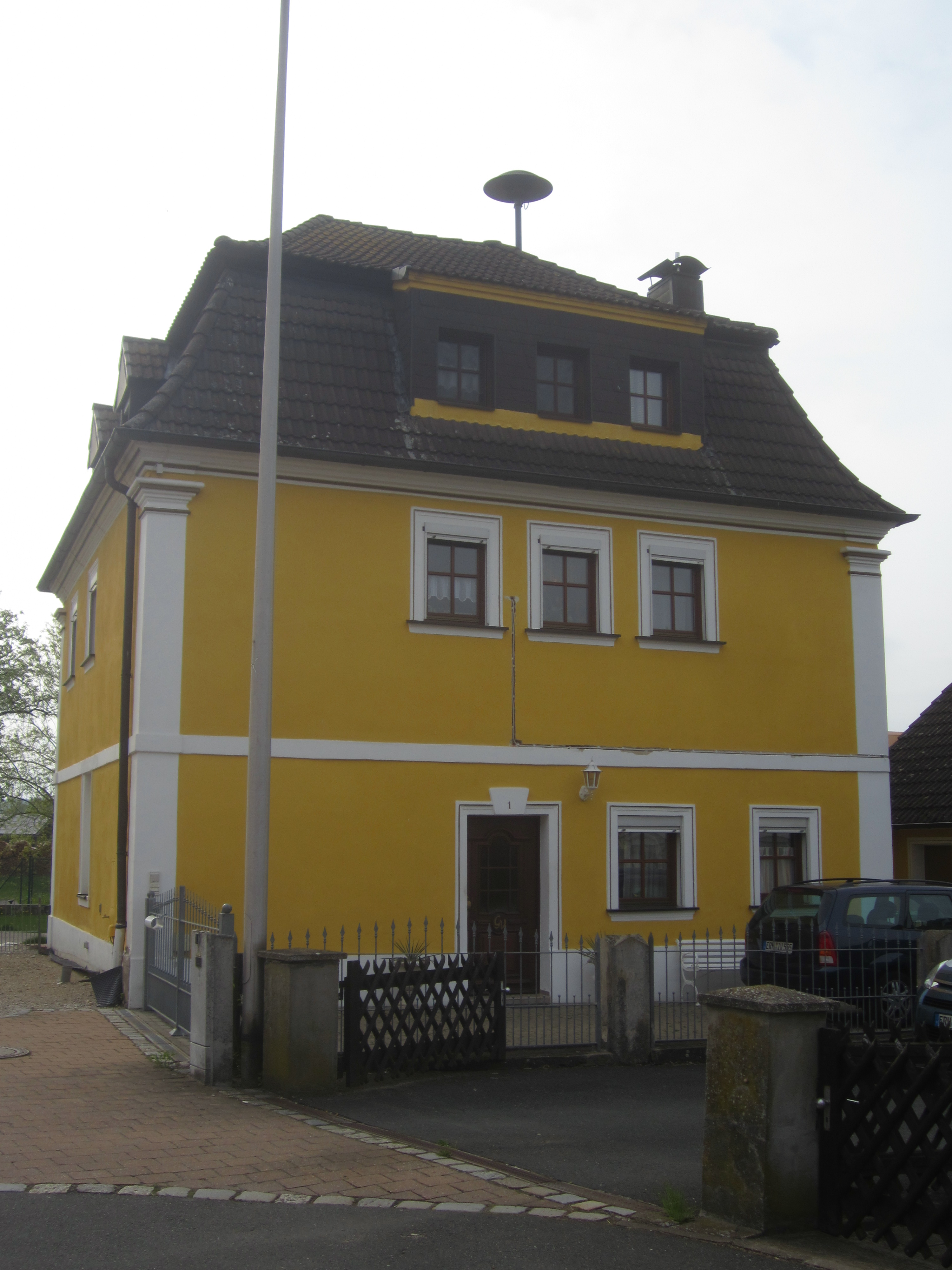
Zweigeschossiger Mansarddachbau
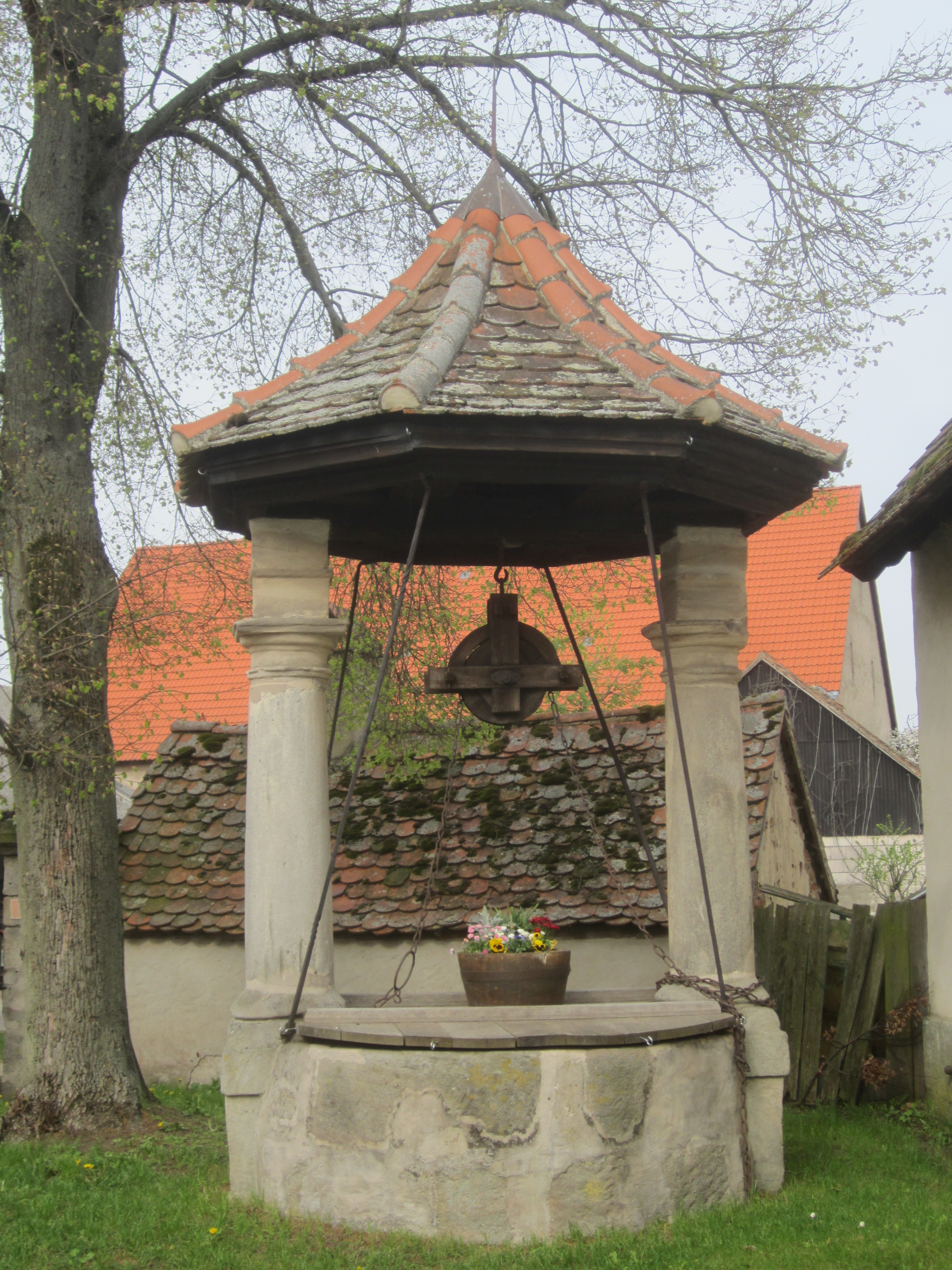
Ziehbrunnen aus Sandsteinquadern

## Religion
Die Bewohner des Ortes sind überwiegend katholisch und nach St. Stephanus (Adelsdorf) gepfarrt. Die Einwohner evangelisch-lutherischer Konfession sind nach St. Matthäus (Neuhaus, Adelsdorf) gepfarrt.